# Тодор Хаджисушев
Тодор Петров Хаджисушев с псевдоним Юкс е български журналист и издател от първата половина на XX век.

## Биография
Тодор Петров е роден в 1894 година във Велес, тогава в Османската империя. Занимава се с журналистика. Издава вестник „Ново време“ (1919 - 1923), сензационен, жълт вестник, който поддържа земеделското правителство и критикува комунистическото движение в България. От 1 юли 1923 година започва да издава „Народен глас“, кратко просъществувал вестник, който поддържа деветоюнското правителство. По-късно Юкс издава вестник „Заря“. Пише в земеделския вестник „Пладне“.
Тодор Петров пада жертва по време на междуособните борби в редиците на македонската емиграция, убит в София от дейци на михайловисткото крило на ВМРО на 15 септември 1932 година в София. След убийството журналистическото дружество в София излиза с академичен протест.